# Servicio de Salud Magallanes
El Servicio de Salud Magallanes (SSM), es un organismo estatal funcionalmente descentralizado y dotado de personalidad jurídica y patrimonio propio, creado por el Decreto de Fuerza de Ley Nº 2.763 del 11 de julio de 1979; el 3 de agosto de 1979 es publicada su creación, con lo cual entra en vigencia. Depende directamente del Ministerio de Salud y tiene jurisdicción sobre diez de las once comunas de la Región de Magallanes y Antártica Chilena, siendo el organismo encargado de brindar y administrar atenciones de salud y de velar por el bienestar de la población, considerando el desarrollo y ejecución de programas y campañas sanitarias.
Su Red Asistencial está compuesta por 4 hospitales, 6 Centros de Salud Familiar (CESFAM), 3 Centros Comunitarios de Salud Familiar (CECOSF) y 8 Postas de Salud.

## Centros de Salud

### Provincia de Última Esperanza
Hospital Doctor Augusto Essmann Burgos

### Provincia de Magallanes
Hospital Clínico de Magallanes